# Воро (футболист)
Сальвадо́р Гонса́лес Ма́рко (исп. Salvador González Marco), более известный как Во́ро (исп. Voro; род. 9 октября 1963, Валенсия) — испанский футболист, игравший на позиции центрального защитника и известный по выступлениям за «Валенсию», «Депортиво Ла-Корунья» и сборную Испании. Участник чемпионата мира 1994 года. В 2002 году начал карьеру тренера.

## Клубная карьера
Воро начал карьеру в клубе из своего родного города «Валенсии». В 1983 году он был включен в заявку команды на сезон. В 1984 году для получения игровой практики Воро на правах аренды перешёл в «Тенерифе». 31 августа 1985 года в матче против «Реал Вальядолид» он дебютировал в Ла Лиге. В 1989 году Воро помог команде занять третье место в чемпионате, а через год завоевал серебряные медали.
Летом 1993 года он перешёл в «Депортиво Ла-Корунья». 5 сентября в поединке против «Сельты» Воро дебютировал за новый клуб. В первом сезоне он завоевал серебряные медали первенства Испании, упустив победу в последнем туре. В 1994 году Воро завоевал Кубок и Суперкубок Испании. В 1996 году он перешёл в «Логроньес» и через год вылетел с ним в Сегунду.

## Международная карьера
13 октября 1993 года в товарищеском матче против сборной Ирландии Воро дебютировал за сборную Испании. В 1994 году он попал в заявку национальной команды на участие в чемпионате мира в США. На турнире он сыграл в поединке против сборной Боливии.

## Достижения
Командные
«Депортиво Ла-Корунья»
- Обладатель Кубка Испании — 1994/95
- Обладатель Суперкубка Испании — 1995

Тренерские
«Валенсия»
- Обладатель Кубка Испании — 2007/08